# Husbands and Knives
«Husbands and Knives» («Мужья и ножи») — седьмой эпизод девятнадцатого сезона мультсериала «Симпсоны». Премьера эпизода состоялась 18 ноября 2007 года.

## Сюжет
Рассматривая комиксы в магазине «Подземелье Андроидов», слеза[уточнить] Милхауса случайно попадает на комикс «Росомаха». После этого Продавец Комиксов заставляет Милхауса купить этот комикс за двадцать пять долларов. После того как Барт говорит, что этот магазин самый худший из магазинов комиксов, Продавец Комиксов говорит ему и другим клиентам-детям, что они ходят в этот магазин комиксов, потому что он единственный во всём городе. К его удивлению, вскоре в Спрингфилде появился новый магазин комиксов «Coolsville», расположенный на противоположной стороне улицы. Все дети немедленно идут в «Coolsville», где владелец магазина Мило (Jack Black), производит впечатление на детей, давая им конфеты в честь грандиозного открытия. Дети были удивлены, когда увидели, что в магазине продаются не только комиксы, но и видеоигры. В результате Продавец Комиксов вылетел из бизнеса. А в это время Мардж решила попробовать себя в бизнесе и открыть фитнес-клуб. Для этого она решила использовать пустующее помещение старого магазина комиксов.

## Культурные отсылки
- Название эпизода — пародия на фильм Вуди Аллена «Мужья и жёны» («Husbands and Wives»).
- Сцена погони за Гомером пародирует фильм «Франкенштейн».
- Место, куда Гомер уносит Мардж, является пародией на «Нотр Дам де Пари».